# Jonah Fabisch
Jonah Fabisch (Nairobi, 13 agosto 2001) è un calciatore zimbabwese, centrocampista dell'Erzgebirge Aue e della nazionale zimbabwese.

## Biografia
È nato a Nairobi nel periodo in cui il padre Reinhard allenava la nazionale kenyana; sua madre Chawada Kachidza è detentrice del record dei 100 metri ostacoli in Zimbabwe.

## Caratteristiche tecniche
È un centrocampista difensivo.

## Carriera

### Club
Cresciuto nel settore giovanile dell'Amburgo, dove approda nel 2012, percorre tutta la trafila delle squadre giovanili fino all'approdo nella squadra riserve nel 2020; il 6 settembre debutta in Regionalliga nel match pareggiato 1-1 contro il Lüneburger.

### Nazionale
Già membro della nazionale tedesca Under-16 grazie alle origini del padre, nell'agosto 2021 sceglie di optare per la nazionale zimbabawese rispondendo alla convocazione del CT Zdravko Logarušić. Convocato nuovamente nel novembre seguente fa il suo esordio in occasione dell'incontro valido per le qualificazioni al mondiale 2022 pareggiato 1-1 contro l'Etiopia.

## Statistiche
Statistiche aggiornate al 15 novembre 2021.

### Presenze e reti nei club
| Stagione        | Squadra         | Campionato      | Campionato | Campionato | Coppe nazionali | Coppe nazionali | Coppe nazionali | Coppe continentali | Coppe continentali | Coppe continentali | Altre coppe | Altre coppe | Altre coppe | Totale | Totale | Totale |
| Stagione        | Squadra         | Comp            | Pres       | Reti       | Comp            | Pres            | Reti            | Comp               | Pres               | Reti               | Comp        | Pres        | Reti        | Pres   | Reti   |        |
| --------------- | --------------- | --------------- | ---------- | ---------- | --------------- | --------------- | --------------- | ------------------ | ------------------ | ------------------ | ----------- | ----------- | ----------- | ------ | ------ | ------ |
| 2020-2021       | Amburgo II      | RL              | 10         | 0          |                 | -               | -               |                    | -                  | -                  |             | -           | -           | 10     | 0      |        |
| 2021-2022       | Amburgo II      | RL              | 12         | 2          |                 | -               | -               |                    | -                  | -                  |             | -           | -           | 12     | 2      |        |
| Totale carriera | Totale carriera | Totale carriera | 22         | 2          |                 | -               | -               |                    | -                  | -                  |             | -           | -           | 22     | 2      |        |

### Cronologia presenze e reti in nazionale
| Cronologia completa delle presenze e delle reti in nazionale ― Zimbabwe | Cronologia completa delle presenze e delle reti in nazionale ― Zimbabwe | Cronologia completa delle presenze e delle reti in nazionale ― Zimbabwe | Cronologia completa delle presenze e delle reti in nazionale ― Zimbabwe | Cronologia completa delle presenze e delle reti in nazionale ― Zimbabwe | Cronologia completa delle presenze e delle reti in nazionale ― Zimbabwe | Cronologia completa delle presenze e delle reti in nazionale ― Zimbabwe | Cronologia completa delle presenze e delle reti in nazionale ― Zimbabwe |
| Data                                                                    | Città                                                                   | In casa                                                                 | Risultato                                                               | Ospiti                                                                  | Competizione                                                            | Reti                                                                    | Note                                                                    |
| ----------------------------------------------------------------------- | ----------------------------------------------------------------------- | ----------------------------------------------------------------------- | ----------------------------------------------------------------------- | ----------------------------------------------------------------------- | ----------------------------------------------------------------------- | ----------------------------------------------------------------------- | ----------------------------------------------------------------------- |
| 14-11-2021                                                              | Harare                                                                  | Zimbabwe                                                                | 1 – 1                                                                   | Etiopia                                                                 | Qual. Mondiali 2022                                                     | -                                                                       | 55’                                                                     |
| Totale                                                                  |                                                                         | Presenze                                                                | 1                                                                       |                                                                         | Reti                                                                    | 0                                                                       |                                                                         |